# Spodnje Slemene
Spodnje Slemene je naselje u slovenskoj Općini Šentjuru. Spodnje Slemene se nalazi u pokrajini Štajerskoj i statističkoj regiji Savinjskoj. 

## Stanovništvo
Prema popisu stanovništva iz 2002. godine naselje je imalo 11 stanovnika.